# Joakim Frederik Schouw
Joakim Frederik Schouw (o Joachimus Fredericus Schouw o Schow) (Copenhague, 7 de febrero de 1789-28 de abril de 1852) fue un abogado, botánico y político danés.
Desde 1821, profesor de botánica en la Universidad de Copenhague —primero extraordinario, y luego del deceso de J.W. Hornemann en 1841: ordinario. Su especialidad mayor era la nueva disciplina de la Fitogeografía.
Era un próspero abogado cuando en el estío de 1812 atravesaba Noruega con el botánico local Christen Smith. En esas jornadas, queda fuertemente impresionado con las conspicuas divisiones zonales de la vegetación montañosa y con la distribución de las especies en relación con la altitud. Vuelto a Copenhague, participa de las conferencias de Martin Vahl y de Jens Wilken Hornemann. Mientras trabaja de hombre de leyes, se deleita en la copiosa literatura de la fitogeografía, e.g. de Wahlenberg y de von Humboldt. Su primer resultado de sus esfuerzos fue su disertación para el doctorado de 1816: Dissertatio de sedibus plantarum originariis. En esa tesis, el resuelve la cuestión de la Generatio aequivoca, que es el origen de las especies a través de continuas evoluciones, una visión que él abogaba.
Luego hace viajes para estudiar Fitogeografía por el sur de Europa, y visita a A. P. de Candolle en Ginebra. Las expectativas de su potencial científico eran tan grandes que el Rey Federico VI le confía el profesorado de Botánica de la Universidad de Copenhague.
En 1822, se publica su mayor y significativa contribución:
- Grundtræk til en almindelig Plantegeographie. Copenhague, Gyldendalske Boghandels Forlag. Con traducción al alemán: Grundzüge einer allgemeinen Pflanzengeographie (Principales rasgos de una Fitogeografía general, Berlín 1823.

Sus siguientes contribuciones se hicieron muy escasas. Si bien planeaba una gran obra y reunía material a través de dos expediciones a Italia. Sin embargo, nunca tuvo tiempo para avanzar en su elaboración. De 1835 a 1849, fue un importante líder del movimiento político que pretendía la primera Constitución democrática de Dinamarca: la Constitución de junio de 1849. Se comprometió en el escandinavismo y en la Cuestión de Schleswig-Holstein. Rechaza ser ministro debido a que, al contrario del gobierno, veía favorable la división del Ducado de Schleswig.

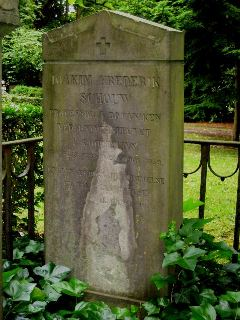
Tumba de Joakim Frederik Schouw, Assistens Kirkegård, Copenhague.

En conjunto con Jens Vahl y Salomon Drejer, Schouw publica Flora Danica fasc. 38.

## Algunas publicaciones
- 1859. The earth, plants, and man: Popular pictures of nature (Bohn's scientific library). Ed. H.G. Bohn 402 pp.
- 1851. Pröver paa en Jordbeskrivelse
- 1851. Die Erde, die Pflanzen und der Mensch. Populäre Naturschilderungen; Leipzig
- 1851. Proben einer Erdbeschreibung. Mit einer Einleitung über die geographische Methode; Berlín
- 1847. Ege- og Birke-Familiens geographiske og historiske Forhold i Italien; Kjøbenhavn
- 1845. Scandinaviens Natur og Folk. Et Foredrag; Kjøbenhavn
- 1843. Stimmen aus Dänemark über die schleswigschen Verhältnisse. Eine Sammlung von Aufsätzen aus dem dänischen Wochenblatte. Herausgegeben
- 1840. Naturschilderungen, eine Reihe allgemein faßlicher Vorlesungen Archiv der Pharmazie 71 ( 2): 230–231 Kiel
- 1839. Tableau du climat de l'Italie; 227 pp. Copenhague
- 1833. Europa, ein Naturgemälde. Auch als Beigabe zu jeder Geographie; 124 pp. Kiel
- 1833. Europa, physisch-geographische Schilderung; 138 pp. Kopenhagen
- 1828. Specimen Geographiae Physicae comparativae. Cum tab. lithograp. 3
- 1827. Beiträge zur vergleichenden Klimatologie; Copenhague reimpreso por Nabu Press 2011 152 pp. ISBN 1173328920 ISBN 978-1173328924
- 1823. Grundzüge einer allgemeinen Pflanzengeographie; Berlín
- 1816. Dissertatio de sedibus plantarum oritinariis

## Eponimia
- (Brassicaceae) Schouwia DC.[1]
- (Malvaceae) Schouwia Schrad. Gött.[2]

Especies
- (Asteraceae) Ptarmica schouwii Nyman[3]